# 黑斯廷斯 (密歇根州)
黑斯廷斯（英語：Hastings）是一個位於美國密歇根州巴里縣的城市。根據2010年美國人口普查，該地共人口7350人，而該地的面積約為13.70平方千米。同時該地也是巴里縣的縣治。

## 地理
黑斯廷斯的座標為42°38′45″N 85°17′27″W / 42.64583°N 85.29083°W，而該地的平均海拔高度為250米（即810英尺）。